# Großgrabe

Luftbildpanorama

Großgrabe (obersorbisch Hrabowa) ist ein Kirchdorf, das seit 1997 zur sächsischen Kleinstadt Bernsdorf gehört.

## Geographie

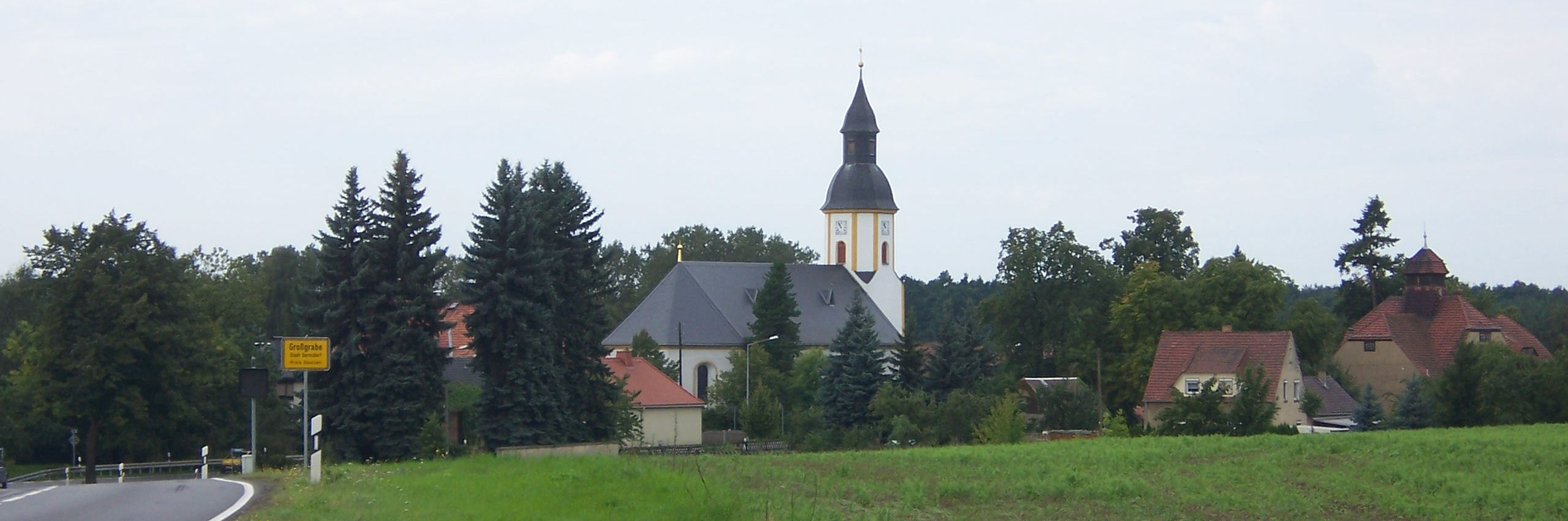
Ortsbild von Großgrabe

Großgrabe liegt an der Einmündung des Schönbaches in den Saleskbach.
Durch den Ortskern führt die Bundesstraße 97 von Hoyerswerda kommend nach Dresden. Großgrabe liegt an der Strecke etwa mittig zwischen den jeweils rund fünf Kilometer entfernten Ortskernen von Bernsdorf und Schwepnitz. Umgeben wird Großgrabe von weiten, landwirtschaftlich genutzten Flächen, Wäldern und einem rund 60 Hektar großen Teichgebiet.
Umliegende Ortschaften sind Wiednitz im Norden, Bernsdorf im Nordosten, Straßgräbchen im Osten, Hausdorf im Südosten, Bulleritz im Süden, Schwepnitz im Südwesten, Grüngräbchen im Nordwesten, sowie Sella im Norden jenseits der sächsisch-brandenburgischen Landesgrenze.

## Geschichte

### Ortsgeschichte

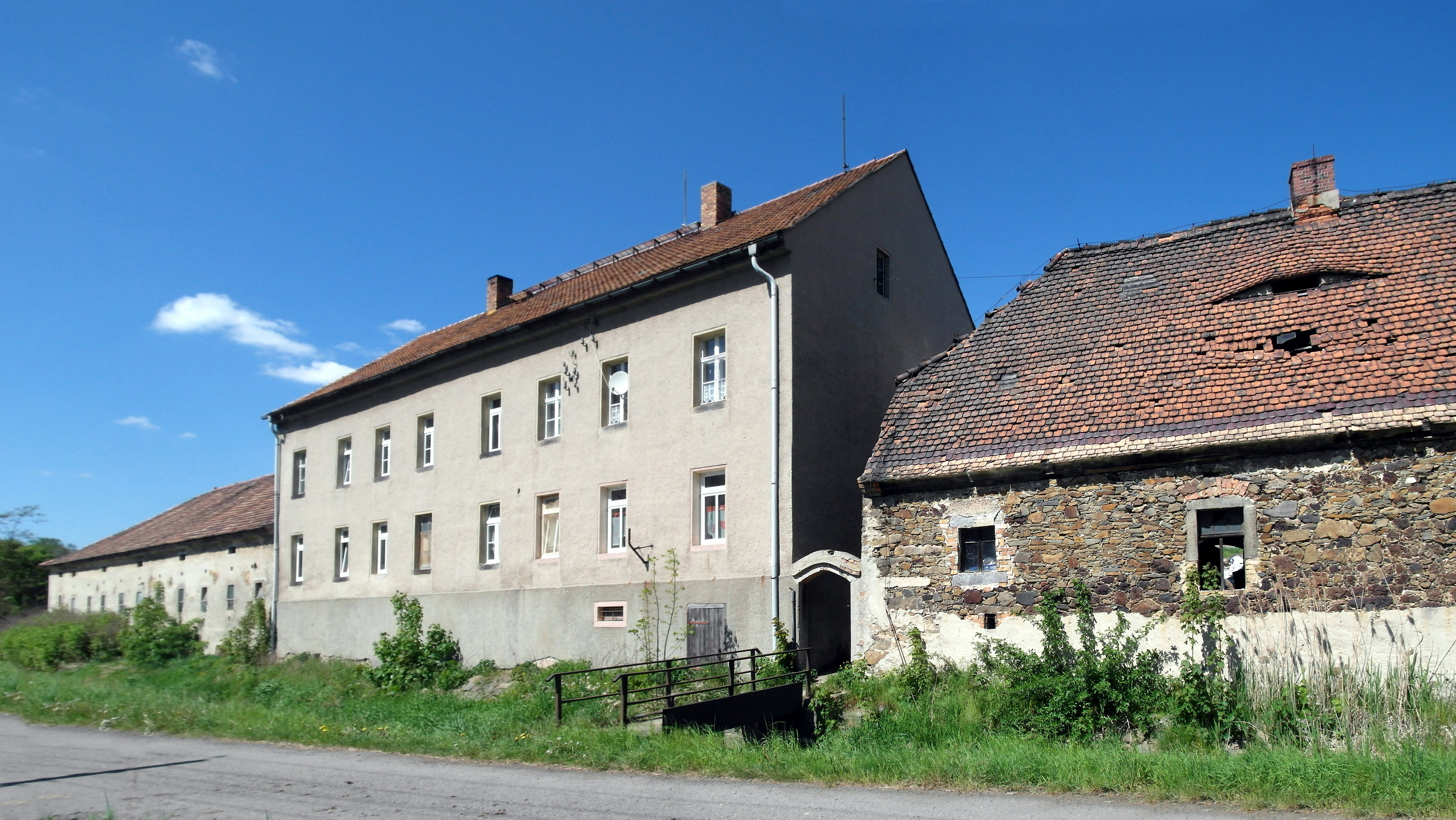
Großgrabe, Herrenhaus des ehem. Ritterguts

Die urkundliche Ersterwähnung Großgrabes erfolgte 1225 als Grabowe. Ein Rittersitz in Großgrabe ist für das Jahr 1481 nachweisbar. Einer der späteren Eigentümer war die Standesherrschaft Königsbrück. 1790 wurden Großgrabe, Brauna, Bulleritz, Rohrbach, Schwosdorf, Häslich und Liebenau von der Standesherrschaft abgeteilt und kamen an die Erbin Sophie Charlotte Eleonore von Redern (1765–1842), die im gleichen Jahr Friedrich Leopold zu Stolberg-Stolberg heiratete. Danach blieb der Besitz bei den Grafen Stolberg-Stolberg.

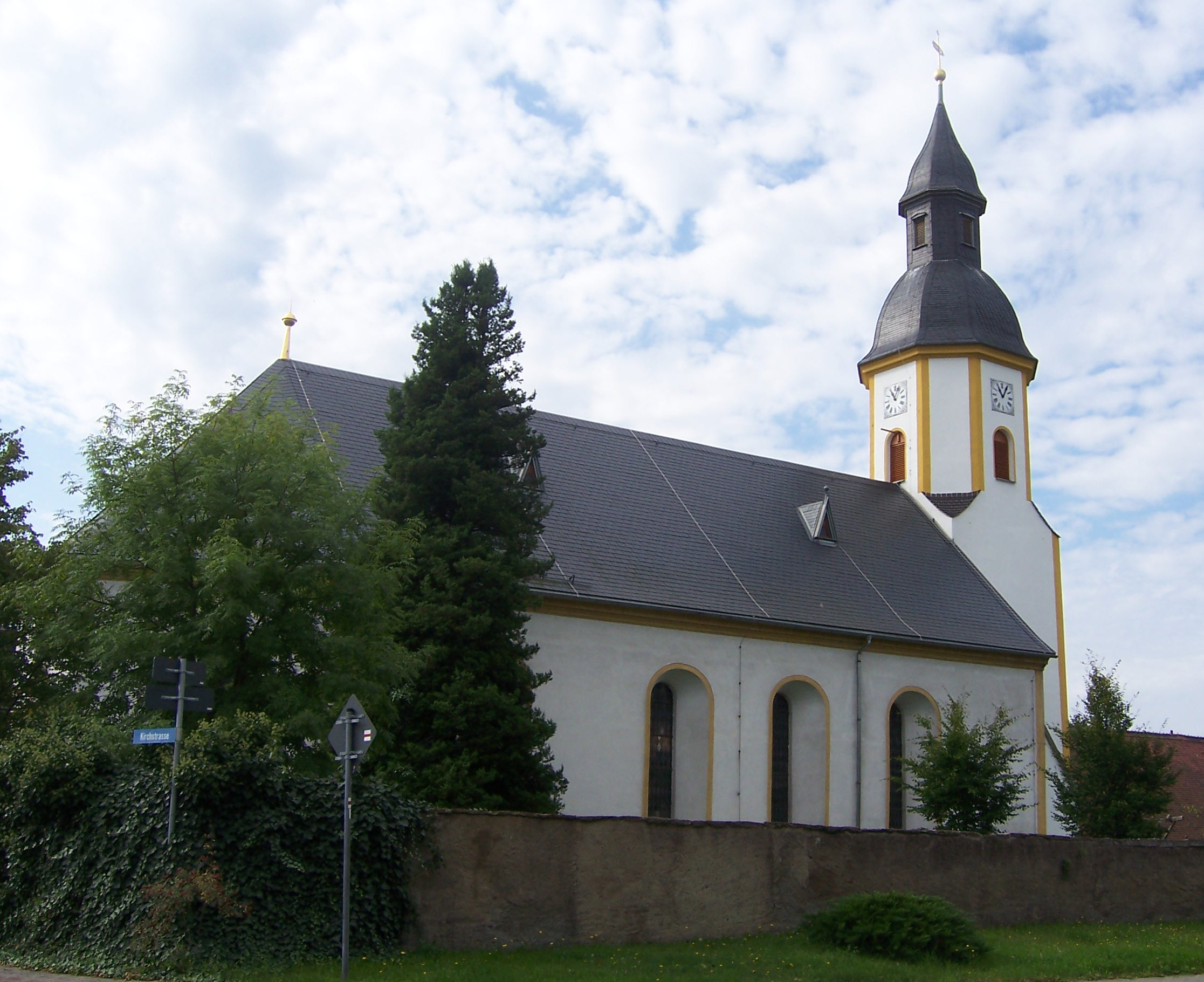
Großgraber Kirche

Das nach Kamenz eingepfarrte Dorf bekam um das Jahr 1500 eine eigene Pfarrkirche, in der ab der Reformation bis ins 17. Jahrhundert auch Sorbisch gepredigt wurde. Die heutige Kirche wurde 1669 erbaut.
Nach den Befreiungskriegen, bei denen das Königreich Sachsen an der Seite Frankreichs kämpfte, musste Sachsen 1815 unter anderem die Niederlausitz und weite Teile der Oberlausitz, die 1635 von Böhmen auf Sachsen übertragen wurden, an Preußen abtreten. Die sächsisch-preußische Grenze verlief westlich von Bernsdorf. Großgrabe blieb sächsisch und nahe der Grenze wurde der Ortsteil Waldhof angelegt. Mit Gründung der sächsischen Amtshauptmannschaften kam Großgrabe zur Amtshauptmannschaft Kamenz.
Nach dem Zweiten Weltkrieg wurden die preußisch-schlesischen Landkreise westlich der Lausitzer Neiße wieder dem Land Sachsen zugeordnet. Der Ortsteil Waldhof wurde 1950 der wesentlich näher gelegenen Gemeinde Bernsdorf eingegliedert. Mit der Verwaltungsreform im Juli 1952 in der DDR, bei der die Länder aufgelöst, die Bezirke eingeführt und viele Kreise neu gebildet wurden, kam Großgrabe zum Kreis Kamenz im Bezirk Dresden, während Bernsdorf mit dem Kreis Hoyerswerda zum Bezirk Cottbus kam.
Seit der Auflösung des Kreises Hoyerswerda zum 1. Januar 1996 im Rahmen der ersten sächsischen Kreisreform waren Großgrabe und Bernsdorf erstmals im gleichen Landkreis, dem Landkreis Kamenz. Im Folgejahr erfolgte die Eingemeindung Großgrabes nach Bernsdorf. Im Rahmen der zweiten sächsischen Kreisreform kamen die Orte zum 1. August 2008 an den vergrößerten Landkreis Bautzen.

### Bevölkerungsentwicklung
| Jahr | Einwohner |
| ---- | --------- |
| 1834 | 247       |
| 1871 | 327       |
| 1890 | 394       |
| 1910 | 609       |
| 1925 | 649       |
| 1939 | 678       |
| 1946 | 820       |
| 1950 | 506       |
| 1964 | 415       |
| 1990 | 315       |
| 1996 | 320       |
| 2011 | 283       |

In einem Urbarium der Standesherrschaft Königsbrück aus dem Jahr 1777 werden 1 Bauer, 21 Gärtner und 12 Häusler genannt.
Zwischen 1834 und 1939 gab es ein stetiges Bevölkerungswachstum von 247 auf 678 Einwohner. Durch die Aufnahme von Flüchtlingen und Vertriebenen erreichte die Gemeinde in den Jahren nach dem Zweiten Weltkrieg einen Einwohnerstand von über 800, der jedoch bis 1950 auf rund 500 und bis 1964 auf 415 absank. Bis zur Wende ging die Einwohnerzahl noch einmal um rund 100 auf 315 im Jahr 1990 zurück. In den folgenden Jahren pendelte die Zahl mehrfach leicht zwischen 303 im Jahr 1991 und 320 im Jahr 1996, 15 Jahre später war sie rund 10 % niedriger.
Die Großgraber Bevölkerung war bis ins 17. Jahrhundert überwiegend sorbischsprachig. 1691 berichtete der Ortspfarrer Christian Prätorius, dass der Ort „in 20, 30, 40 Jahren ganz deutsch worden“ sei. Im ausgehenden 19. Jahrhundert lag Großgrabe bereits weit außerhalb des sorbischen Siedlungsgebietes, die Bevölkerung war nahezu vollständig deutschsprachig. Muka ermittelte Anfang der 1880er Jahre für Großgrabe zwei Sorben, im östlich gelegenen Nachbarort Straßgräbchen waren es drei, während der nordwestlich gelegene Nachbarort Grüngräbchen keine sorbische Bevölkerung mehr aufwies.
Die gläubige Bevölkerung ist überwiegend evangelischen Glaubens. Im Jahr 1925 lag der evangelische Bevölkerungsanteil bei 91 %, der katholische bei 7 %.

### Ortsname
Der deutsche Ortsname Grabe sowie der (ober)sorbische Name Hrabowa leiten sich vom altsorbischen Grabov- „Buchenort“ ab, was sich auf altsorbisch grab (obersorbisch heute hrab) für „Weißbuche“ zurückführen lässt.
Das Namenspräfix Groß- entstand zur Unterscheidung des östlichen Nachbarorts Straßgräbchen (sorbisch Nadrózna Hrabowka mit dem Verkleinerungssuffix -k), dessen Name geschichtlich mit verschiedenen Verkleinerungspräfixen und -suffixen belegt wurde. Sein Präfix Straß- erhielt er erst später, wahrscheinlich zur Kennzeichnung der Ortslage an der Straße von Kamenz nach Ruhland.
Die deutlich jüngere Siedlung Grüngräbchen (sorbisch Zelena Hrabowka) leitet in beiden Sprachen den Namen von Großgrabe ab, wobei sich die Verkleinerungssuffixe wie bei Straßgräbchen herausgebildet haben.

## Persönlichkeiten
Großgrabe ist unter anderem der Geburtsort folgender Persönlichkeiten:
- Johann Muscovius (1635–1695), Diakon
- Samuel Jacobi (1652–1721), Kantor und Komponist
- Julius Beeger (1829–1899), Pädagoge
- Johann Amadeus Bernhard Kleinpaul (1838–1919), Pfarrer
- Rudolf Kleinpaul (1845–1918), Geograf und Schriftsteller
- Eberhard Paul (1932–2014), Klassischer Archäologe